# Sagum

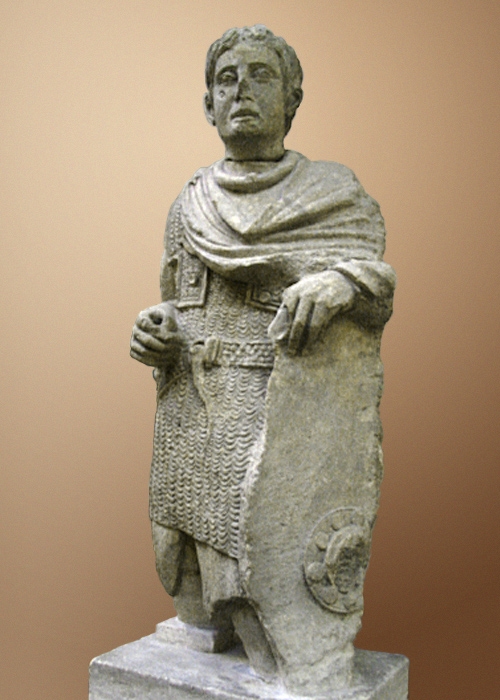
Wojownik galijski w sagum na zbroi kolczej (rzeźba galo-rzymska z Vachères, I w. n.e.)

Sagum (łac. săgŭm) – rzymskie okrycie wierzchnie, rodzaj krótkiego, ciepłego płaszcza lub narzutki.
Przez Rzymian uważany za ubiór celtycki lub germański, wykonany był z jednolitego kawałka grubej materii wełnianej. Otwarty z przodu, zarzucany na plecy i spinany na ramieniu zapinką, chronił przed niepogodą. Początkowo używany jako poślednie okrycie typowe dla niewolników i pasterzy, później stał się częścią składową żołnierskiego ubioru, służącą zwłaszcza podczas pełnienia warty i w marszu. Wskutek tego w wyrażeniach przysłowiowych oraz zwrotach potocznych używano go w znaczeniu symbolu wojny, przeciwstawnie do togi jako symbolu pokoju. W odróżnieniu od paludamentum noszony był przez wojskowych niższej rangi.
Termin sagarius oznaczał wytwórcę bądź sprzedawcę galijskich płaszczy; później w cesarstwie odnosił się w ogóle do sprzedawcy tkanin i wierzchniej odzieży.